# Marco Menéndez
Marco Antonio Menéndez Monterrubio (* 9. Juni 1950 in Atotonilco el Grande, Hidalgo) ist ein ehemaliger mexikanischer Fußballspieler, der vorwiegend im Angriff agierte.

## Laufbahn
Seine ersten Profijahre verbrachte Menéndez beim CF Atlante, bei dem er von 1968 bis 1971 unter Vertrag stand. Anschließend absolvierte Menéndez zwei je auf eine Spielzeit befristete Gastspiele bei den Ligarivalen CD Zacatepec (1971/72) und CD Guadalajara (1972/73), ehe er zwischen 1973 und 1977 seine längste Station bei den UANL Tigres hatte, mit denen er in der Saison 1975/76 den Pokalwettbewerb gewann. Seine letzte Spielzeit (1977/78) verbrachte Menéndez bei den Tiburones Rojos Veracruz.

## Erfolge
- Mexikanischer Pokalsieger: 1976